# Babuschkino (Kaliningrad)
Babuschkino (russisch Бабушкино, deutsch Groß Degesen, bis 1928 außerdem Degesen (Gut)) ist ein Ort im Osten der russischen Oblast Kaliningrad. Er gehört zur kommunalen Selbstverwaltungseinheit Stadtkreis Nesterow im Rajon Nesterow.

## Geographische Lage
Babuschkino liegt sechs Kilometer westlich der Grenze zwischen Russland und Litauen an einer Nebenstraße, welche die Rajonstadt Nesterow (Stallupönen/Ebenrode) mit der einstigen Stadt Schirwindt (der russische Name des heute nahezu unbewohnten Ortes ist Kutusowo) an der russisch-litauischen Grenze verbindet.

## Geschichte
Die Orte mit den ehemaligen Namen Degesen und Groß Degesen – zwei Kilometer weiter südlich liegt das frühere Klein Degesen (1938–1945 Kleinlucken, heute russisch Wysselki) –  gehörten zum Landkreis Stallupönen im Regierungsbezirk Gumbinnen der preußischen Provinz Ostpreußen. Im Jahre 1910 lebten im Gutsbezirk Degesen 138 Einwohner, in der Gemeinde Groß Degesen waren es lediglich 25.
Beide Orte gehörten am 24. Juni 1874 zu den 15 Gemeinden bzw. Gutsbezirken, die den neu errichteten Amtsbezirk Bilderweitschen (1938–1945 Bilderweiten, russisch: Lugowoje) bildeten. Am 30. Juni 1928 kam es zum Zusammenschluss der Landgemeinde Groß Degesen und eines Teils des Gutsbezirkes Degesen zur neuen Landgemeinde Groß Degesen. Der weitere Teil des Gutsbezirks wurde in die Landgemeinde Tarpupönen eingegliedert, die gleichzeitig in Sommerkrug umbenannt wurde (heute russisch: Rasdolnoje).
Im Jahre 1933 zählte die Landgemeinde Groß Degesen 252 Einwohner. Am 1. Oktober 1937 wurde die Landgemeinde Sommerkrug nach Groß Degesen eingemeindet. 1939 waren hier insgesamt 275 Einwohner registriert.
Im Jahr 1945 kam Groß Degesen zur Sowjetunion. Im Jahr 1947 erhielt der Ort den russischen Namen Babuschkino und wurde gleichzeitig dem Dorfsowjet Lugowski selski Sowet im Rajon Nesterow zugeordnet. Seit Anfang der 1950er Jahre bestand der Dorfsowjet als Babuschkinski selski Sowet mit Sitz in Babuschkino. Im Jahr 1954 wurde Babuschkino mit dem gesamten Dorfsowjet in den Prigorodny selski Sowet eingegliedert. Von 2008 bis 2018 gehörte Babuschkino zur Landgemeinde Prigorodnoje selskoje posselenije und seither zum Stadtkreis Nesterow.

## Kirche
Degesen und Groß Degesen gehörten vor 1945 zum evangelischen Kirchspiel Bilderweitschen (1938–1946 Bilderweiten, russisch: Lugowoje). Es war in den Kirchenkreis Stallupönen (1938–1946 Ebenrode, russisch: Nesterow) in der Kirchenprovinz Ostpreußen der Kirche der Altpreußischen Union eingegliedert. Die Geistlichen – der letzte deutsche Pfarrer vor 1945 war Hellmut Graemer – versahen auch die nahe gelegene Herrschaft Serrey (litaúisch: Seirijai) im vormaligen Großfürstentum Litauen.
Seit den 1990er Jahren gibt es in Babuschkino eine eigene evangelische Gemeinde, die im Ort über ein kleines Gemeindehaus verfügt. Sie ist in die Propstei Kaliningrad in der Evangelisch-Lutherischen Kirche Europäisches Russland (ELKER) eingegliedert. Das zuständige Pfarramt ist das der Salzburger Kirche in Gussew (Gumbinnen).